# Direitos da personalidade
Os direitos da personalidade são normalmente definidos como o direito irrenunciável e intransmissível que todo indivíduo tem de controlar o uso de seu corpo, nome, imagem, aparência ou quaisquer outros aspectos constitutivos de sua identidade. Podem ser vistos como direitos atinentes à promoção da pessoa na defesa de sua essencialidade e dignidade. O reconhecimento dos direitos da personalidade como categoria de direito subjetivo é recente; até ao século XIX uma teoria negativista refutava os direitos da personalidade.  
Entretanto, a tutela jurídica da integridade da pessoa sempre esteve presente como objeto de preocupação do direito. Em Roma, por exemplo, embora não se concebessem os direitos da personalidade, a actio iniuriarum referia-se aos atentados à pessoa, física ou moral. Também no direito romano, a lex poetelia papilia separou o corpo do devedor da respetiva dívida, ao impedir que o devedor ou alguém que dele dependesse (filhos, por exemplo) pudesse tornar-se escravo do credor, dando o seu corpo como garantia para empréstimo.
Estariam, dessa forma, os direitos da personalidade vinculados de forma indissociável ao reconhecimento da dignidade humana, qualidade necessária para o desenvolvimento das potencialidades físicas, psíquicas e morais de todo ser humano.

## Condições essenciais dos direitos da personalidade
Os direitos da personalidade pressupõem, segundo Charles Taylor, três condições essenciais: autonomia da vontade, alteridade e dignidade. 
A autonomia da vontade configura-se no respeito à autonomia moral de que deve gozar toda pessoa humana. A alteridade representa o reconhecimento do ser humano como entidade única e diferenciada de seus pares, que só ganha forma com a existência do outro. A dignidade é uma qualidade derivada, ou seja, pode existir somente se o ser humano for autônomo em suas vontades e se lhe for reconhecida alteridade perante a comunidade em que vive. 
A salvaguarda dessas três condições essenciais tomam forma no direito positivo sob o título de direitos da personalidade, que exigem o respeito à incolumidade física (corpo físico) e psíquica (mente e consciência), tratando de assuntos como liberdade, igualdade, solidariedade e a diferença, isto é, do direito público subjetivo, como de temas referentes ao nome, à imagem, à honra, à privacidade, que fazem parte das características do direito privado. Assim sendo, os direitos da personalidade se fazem presentes tanto na esfera do Direito Público quanto do Direito Privado.
Os direitos da personalidade são firmemente criados após 1948 com a Declaração Universal de Direitos Humanos, em que após a Segunda Guerra Mundial com o atentado à dignidade humana, houve a conscientização da importância dos direitos da personalidade no mundo jurídico. 
Todos os direitos de personalidade, tem suas características fundamentais, são absolutos por conterem, em si, um dever geral de abstenção, intransmissíveis porque não podem ser transferidos à esfera jurídica de outra ordem, indisponíveis visto que são insuscetíveis de disposição, irrenunciáveis por não ultrapassar os limites do seu titular, ilimitados, imprescritível, impenhoráveis e inapropriáveis por não se extinguir através do uso, nem pela falta de intenção em defendê-los e por serem inatos à pessoa, concedido no momento da concepção.
Segundo Goffredo Telles Jr., os direitos da personalidade são aqueles comuns da existência, sendo simples permissões dadas pela norma jurídica à cada pessoa, de defender um bem que é seu por natureza de forma primordial e direta. 
A diferença dos direitos fundamentais e os direitos da personalidade é que nos direitos fundamentais o Estado sempre vai estar presente, enquanto nos direitos da personalidade a presença do Estado é irrelevante.
Os direitos da personalidade têm características bastante discutidas: 
1. Generalidade: se aplica a todas as pessoas.
2. Extrapatrimonialidade: ausência de cunho econômico. No entanto, tem efeitos econômicos. Não é ação de reparação e sim de compensação de danos.
3. Absolutos: erga omnes (oponível contra todos).
4. Indisponíveis: o próprio titular encontra limites na disposição.
5. Intransmissíveis: são inatos até a morte.